# Ersun
Ersun ist ein türkischer männlicher Vorname und Familienname.

## Namensträger

### Vorname
- Ersun Yanal (* 1961), türkischer Fußballspieler und -trainer

### Familienname
- Namık Kemal Ersun (1915–1988), türkischer General